# Jahnberge
Jahnberge is een plaats in de Duitse gemeente Wiesenaue, deelstaat Brandenburg, en telt 83 inwoners (1995).